# Ana Galindo
Ana Sofia Galindo (sinh ngày 8 tháng 2 năm 1987) là một vận động viên bơi lội người Honduras, chuyên về các sự kiện ngửa. Là một phần của sự chuẩn bị của cô trong các giải đấu quốc tế, cô là thành viên của Câu lạc bộ thủy sinh vùng Baltral, và được huấn luyện và huấn luyện bởi Carlos Menéndez.
Galindo đủ điều kiện cho những người 100 m bởi ngửa nữ tại Thế vận hội Mùa hè 2004 ở Athens, bằng cách nhận được một vị trí Quốc tế từ FINA, trong thời gian vào 1:12.30. Cô đã tham gia nhiệt đấu với hai vận động viên bơi lội khác Lenient Obia của Nigeria và Yelena Rojkova ở Turkmenistan. Galindo đã đăng một tỷ lệ tốt nhất trọn đời là 1: 11,80 để giành vị trí thứ hai sau Obia với tỷ lệ 1,85 giây. Galindo đã thất bại trong việc vào bán kết, khi cô đặt fortieth tổng thể trong vòng sơ khảo.